# جون جورمان (مخرج)
جون جورمان (بالإنجليزية: John Gorman)‏ هو كاتب سيناريو ومنتج أفلام ومخرج أمريكي، ولد في 4 سبتمبر 1884 في بوسطن في الولايات المتحدة، وتوفي في 2 أبريل 1936.

## وصلات خارجية
- جون جورمان على موقع IMDb (الإنجليزية)
- جون جورمان على موقع أول موفي (الإنجليزية)
- جون جورمان على موقع قاعدة بيانات برودواي على الإنترنت (الإنجليزية)
- جون جورمان على موقع قاعدة بيانات الفيلم (الإنجليزية)
- جون جورمان على موقع كينوبويسك (الروسية)